# Attacken i Gubbängen

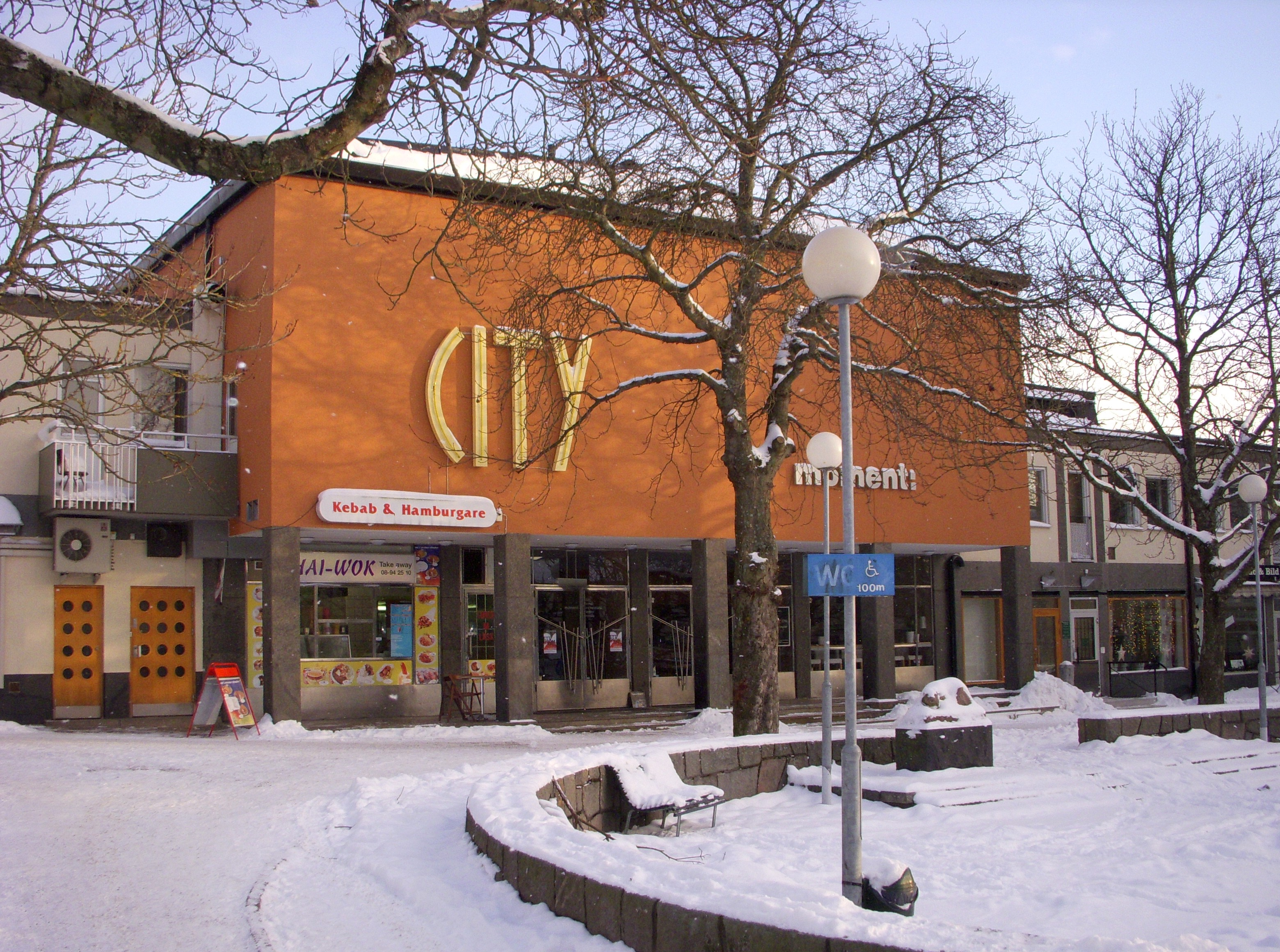
Moment teater

Attacken i Gubbängen var ett angrepp riktat mot deltagare vid ett politiskt möte på Moment teater i Gubbängen under kvällen den 24 april 2024. Tre personer fick föras till sjukhus.
Cirka 50 personer hade samlats för en föreläsning av stiftelsen Expo, som anordnats av Miljöpartiet och Vänsterpartiet i Farsta. Flera maskerade personer trängde in i lokalen, kastade rökbomber och misshandlade några deltagare. Föreläsningen återupptogs efter att gärningsmännen hade lämnat lokalen.
Händelsen fördömdes av såväl Vänsterpartiets ledare Nooshi Dadgostar som statsminister Ulf Kristersson.
Stockholmspolisens grupp mot demokratihotande brottslighet inledde en förundersökning med fyra brottsrubriceringar: framkallande av fara för annan, störande av allmän förrättning, två fall av misshandel samt brott mot lagen om brandfarliga och explosiva varor. Företrädare för vänsterpartiet och stiftelsen Expo hävdade att nynazister var ansvariga för attacken.
Efter attacken gick Vänsterpartiet Storstockholm ut med en öppen inbjudan till en manifestation mot rasism i Gubbängen under lördagen 27 april 2024.